# Прапор Таврійська
Прапор Таврійська — міський прапор Таврійська. Затверджений  рішенням сесії міської ради.

## Опис
Прямокутне полотнище зі співвідношенням сторін 2:3 складається з двох рівних горизонтальних смуг блакитного і жовтого кольорів. Від вільного краю відходить трикутник червоного кольору, що тягнеться до середини полотнища. На трикутнику зліва чотири жовтих чотирипроменевих зірки, зверху зелений паросток, знизу жовтий вузол.